# Kościół bł. Doroty z Mątew w Gdańsku
Kościół bł. Doroty z Mątew w Gdańsku - Jasieniu – rzymskokatolicki kościół parafialny znajdujący się w Gdańsku w dzielnicy Jasień. Wchodzi w skład dekanatu Gdańsk - Siedlce archidiecezji gdańskiej.

## Historia
- 1963 - ustanowiono samodzielny wikariat przy kościele św. Jana Chrzciciela w Kiełpinie Górnym, wydzielony z parafii św. Franciszka z Asyżu w Gdańsku - Emaus.
- 15 czerwca 1979 - Biskup Lech Kaczmarek erygował parafię pod wezwaniem Błogosławionej Doroty z Mątew.
- 1988 - rozpoczęto budowę kościoła wg. projektu inżynierów architektów Henryka Drezora i Józefa Terleckiego.
- 1990 - rozpoczęto wykopywać fundamenty pod budowę dolnego kościoła.
- 24 grudnia 1994 - odprawiono pierwszą pasterkę w dolnym kościele.
- 25 czerwca 1995 - Arcybiskup Tadeusz Gocłowski poświęcił, a następnie wmurował kamień węgielny w formie trzech kamieni pochodzących z trzech miejsc związanych z życiem błogosławionej Doroty: Mątów Wielkich, Gdańska i Kwidzyna - oraz poświęcenia dolnego kościoła.
- 1999 - poświęcono krzyż.
- 2004 - Odbywały się prace wykończeniowe, w tym oświetlenie, chrzcielnica, granitowa posadzka, oraz ukończono elewację.
- 1 lipca 2007 - Arcybiskup Gocłowski konsekrował kościół.
- 2009 - zakończono budowę kościoła.